# كايتو سوزوكي
كايتو سوزوكي (باليابانية: 鈴木 海音) هو لاعب كرة قدم ياباني، ولد في 2002 في شيزوكا في اليابان.

## وصلات خارجية
- كايتو سوزوكي على موقع رابطة كرة القدم اليابانية للمحترفين (اليابانية)
- كايتو سوزوكي على موقع إي إس بي إن إف سي (الإنجليزية)
- كايتو سوزوكي على موقع قاعدة بيانات كرة القدم.إي يو (الإنجليزية)
- كايتو سوزوكي على موقع Soccerbase.com (لاعب) (الإنجليزية)
- كايتو سوزوكي على موقع Soccerway.com (الإنجليزية)
- كايتو سوزوكي على موقع عالم كرة القدم.نت (الإنجليزية)